# Велика награда Монака 2008.
Велика награда Монака 2008.  је била трка у светском шампионату Формуле 1 2008. која се одржала 25. маја 2008. на аутомобилској стази у Монте Карлу. То је била шеста трка у светском шампионату Формуле 1 2008, а окончана је након 76 кругова. Трку је као првопласирани завршио Луис Хамилтон, који је до ове трке био водећи у генералном пласману возача. На другом месту се нашао Роберт Кубица, док је трку као трећепласирани завршио Фелипе Маса, који је стартовао са пол позиције.
Временски услови на старту трке су били тешки. Киша која је падала претходног дана „натопила” је стазу, па су механичари свих тимова имали проблема код избора гума. Маса је, након старта, успео да после прве кривине задржи водећу позицију, а иза њега се одмах нашао његов тимски колега Кими Раиконен, који је успео да претекне Луиса Хамилтона, трећепласираног у квалификацијама. Хамилтон је у шестом кругу био принуђен да се заустави у пит-стопу, како би му механичари променили оштећену предњу леву гуму. Како је киша престала да пада и стаза постајала све сувља, Хамилтон је успео да се пробије до водеће позиције, коју је задржао до самог краја трке. Стратегија Роберта Кубице показала се на крају успешном. Након другог редовног одласка у пит-стоп, Кубица је успео да претекне Масу на другој позицији. Кими Раиконен је завршио трку на деветом месту након судара са Адријаном Сутилом неколико кругова пре краја трке. Адријан Сутил је трку започео са 18. позиције и био је на четвртом месту све до судара са Раиконеном. Судар је искористио Марк Вебер да освоји четврто место, док се на пето место пласирао Себастијан Фетел.
Хамилтону је ово била прва победа у Монаку а друга у текућој сезони. У генералном пласману возача задржао је предност од седам поена у односу на Раиконена. У шампионату конструктора Ферари је задржао вођство од 16 поена у односу на Макларен, док се на трећем месту нашао БМВ Заубер.

## Извештај са трке

### Хронологија догађања у шампионату пре трке
На Великој награди Монака 2008. учествовало је двадесет возача подељених у 10 конструкторских тимова. Конструкторски тимови који су учествовали у овој трци били су: Ферари, Макларен, Рено, Хонда, Форс Индија, БМВ Заубер, Тојота, Ред бул, Вилијамс и Торо росо. [Бриџстон]], један од водећих произвођача гума за болиде у шампионату Формуле 1, припремио је за ову трку четири различита типа гума: два за суве услове и два за случај да падне киша..
Пре почетка трке, Кими Раиконен је заузимао прво место у шампионату возача са 35 освојених поена, седам више од тимског колеге Фелипеа Масе. Возач Макларена Луис Хамилтон заузимао је треће место, такође са 28 поена, али са једном победом мање од Масе. Роберт Кубица, возач тима БМВ Заубер, заузимао је четврто место са освојених 24 поена, 4 поена више од тимског колеге Ника Хајдфелда. У шампионату конструктора Ферари се налазио на водећој позицији са освојених 63 поена, 19 поена више од тима БМВ Заубер и 21 поен више од Макларена.
Након што је Хамилтон победио у првој трци у шампионату која је вожена у Аустралији, возачи Ферарија су успели да у наредне четири трке освоје прва места, тако да је Ферари доспео на водећу позицију у шампионату конструктора. Надмоћ Ферарија се огледала у томе што су његови возачи на две узастопне трке, у Бахреину и Шпанији, освајали прва два места. На Великој награди Турске Луис Хамилтон је агресивном вожњом успео да освоји друго место пласиравши се иза Масе, а испред Раиконена. Ферари није победио у Монаку још од 2001, а још увек су вила свежа сећања на трку на овој стази 2007, када су возачи Макларена освојили прва два места.. Након пробних вожњи на писти „Пол Рикард” средином маја, Раиконен је изјавио да Ферари има болид са веома снажним мотором, који ће се посебно истаћи на веома захтевној стази у Монте Карлу, али је такође истакао да ће им велику конкуренцију представљати возачи тимова Заубер и Макларен. Хамилтон је у интервјуу непосредно пред трку изјавио да ће Макларен тежити да оствари потпун успех у Монаку. Његову изјаву је ублажио његов тимски колега, Роберт Кубица, који је истакао да не верује да Вилијамс може да победи у Монаку.

### Тренинзи и квалификације
Пре саме трке која је одржана у недељу, на стази у Монте Карлу одржана су три званична тренинга: два у четвртак и један у суботу. Оба тренинга која су одржана у четвртак трајала су 90 минута; тренинг који је одржан у суботу трајао је један час. Шездесет минута након почетка првог званичног тренинга званичници су морали да сва возила повуку са стазе, због тога што је стаза услед непрестане кише у једном делу претрпела знатно оштећење. Након што су стручна лица отклонила недостатке на самој стази тренинг је настављен, а након његовог завршетка возачи Ферарија и Макларена заузели су прве четири позиције: Раиконен испред Хамилтона, а Ковалаинен испред Масе. Иза ове четворице возача нашао се возач Вилијамса, Нико Розберг, док је Пољак Роберт Кубица морао да се задовољи шестом позицијом; његов тимски колега Ник Хајдфелд морао је да након само тринаест одвезених кругова због проблема са мотором заврши први званични тренинг.
Током другог званичног тренинга, оба возача тима Рено су на самом почетку морала да одустану због судара. Хамилтон је успео да други тренинг заврши на првој позицији, испред Розберга, Раиконена, Масе, Ковалаинена и Кубице. Осим возача Реноа који су учествовали у судару, још два болида нису могла да заврше тренинг: возач Тојоте, Јарно Трули, ударио је у заштитни зид након изласка из тунела, док је возач тима Форс Индија, Адријан Сутил након кривине пре самог уласка у тунел ударио у заштитни зид, што је проузроковало да његов болид остане без десног предњег спојлера. Током суботњег тренинга који је непрестано био праћен кишом, Ковалаинен је поставио најбрже време. На другом месту се нашао Хамилтон, испред Раиконена, Розберга, Кубице и Масе.
Званичне квалификације које су биле одржане у суботу временски су биле подељене на три дела. Први део је трајао двадесет минута, а сви возачи који су након тих 20 минута били пласирани испод 16. места елиминисани су из даљих квалификација. Други део квалификација је трајао 15 минута, а након његовог завршетка најбољих десет возача пласирало се у трећи део, како би се утврдио редослед првих десет возача на старту трке.
Маса је успео да освоји трећу пол позицију у сезони, поставивши време од 1:15,787, а са њим се у првом реду на старту нашао и његов тимски колега Раиконен. Хамилтон је са заостатком од 0,052 секунде иза Масе успео да се пласира на трећу позицију. Ковалаинен је после велике борбе успео да претекне Кубицу на четвртој позицији. Веома агресивна вожња довела је Ника Розберга до шесте позиције на старту. Возач Реноа, Фернандо Алонсо, Јарно Трули и возал Ред була Марк Вебер заузели су следеће три позиције на старту. Веберов тимски колега, Британац Дејвид Култард је, током другог дела квалификација, након изласка из тунела услед превелике брзине изгубио контролу над својим болидом и ударио у заштитни зид са леве стране. Од силине удара, болид је скоро потпуно био оштећен, али је Дејвид Култард остао неповређен. Међутим, овај удес на стази проузроковао је да већина возача не одвезе последњи круг у другом делу квалификација. Возач Хонде, Џенсон Батон, који је квалификације завршио на 12. позицији, иза Тимо Глока, управо је Култардов удес окарактерисао као главни узрок његовог лошег пласмана.
Хајдфелд је, након великих проблема са пнеуматицима, морао да се задовољи тринаестом позицијом на старту. Возач Вилијамса, Казуки Накађима као и возач Хонде, Рубенс Барикело, заузели су следеће две позиције на старту, а иза њих се нашао Бурде, који је ове квалификације возио у потпуно новом болиду. Возач Реноа, Нелсон Пике, успео је да квалификације заврши на 17. позицији, док је Фетел, који је квалификације завршио на 18. позицији, трку морао да започне са 19. места на старту, јер је током квалификација променио пнеуматике на свом болиду. Возачи тима Форс Индија, Адријан Сутил и Ђанкарло Физикела, завршили су квалификације на последња два места. Физикела је ипак, услед промене пнеуматика током квалификација, заузео последње 20. место.

### Хронологија догађаја на трци
Током недељног јутра утврђено је да је и Дејвид Култард мењао пнеуматике током квалификација, па је уместо са 10. позиције, трку морао да стартује са 15. позиције. За разлику од суботе, када је преовлађивало претежно сунчано и ведро време, у недељу је стаза била веома натопљена водом, јер је киша непрестано падала скоро целе ноћи. Иако је киша коначно престала 20 минута пре почетка трке, променљиви временски услови су приморали техничаре свих тимова да припреме неколико различитих типова пнеуматика. Сви возачи су трку започели са пнеуматицима дизајнираним за кретање по мокрој стази, док је једино Пике на свом болиду имао пнеуматике дизајниране за веома мокру стазу. Пре почетка круга за загревање, Ковалаинен није могао да покрене свој болид, тако да су механичари морали да болид одвуку са стазе и да га накнадно покрену.
Након старта и изласка из прве кривине Маса је успео да сачува лидерску позицију, док је Хамилтон, крећући се делом стазе која служи за одлазак у пит-стоп, успео да претекне Раиконена на другој позицији. Ковалаинен није успео да сачува своју четврту позицију из квалификација, тако да су се испред њега убрзо нашли Кубица, Алонсо и Розберг. Розберг је недуго затим, након судара са Алонсом, морао принудно да оде у пит-стоп, док је 6. позицију преузео Трули. Овакво стање на трци трајало је неколико кругова, али су се растојања између возача све више повећавала. Један од кључних момената на трци био је Хамилтонов удес у 6. кругу, када је након изласка из тунела ударио у заштитни зид са супротне стране. Након одласка у пит-стоп, механичари су му потпуно променили пнеуматике, а резервоар су му скоро потпуно напунили горивом, тако да је следећих 30. кругова могао да вози без одласка у пит-стоп.
Масино вођство у односу на Раиконена од 12 секунди трајало је све до 8. круга, када је на стазу изашло безбедносно возило. Излазак безбедносног возила на стазу био је последица судара између Култарда и Бурдеа, након кога су обојица возача морали да одустану од даљег такмичења. Када се, након што су механичари одвукли болиде са стазе, безбедносно возило повукло са стазе, Маса је успео да поврати своје вођство у односно на тимског колегу Раиконена. Међутим, Раиконен је у следећем кругу добио казну принудног одласка у пит-стоп због тога што су званичници прегледом телевизијског снимка закључили да пнеуматици на његовом болиду нису били постављени у складу са веома строгим правилима Формуле 1. Тај тренутак на трци најбоље је искористио Роберт Кубица који се, нако што је Маса убрзо излетео са стазе, нашао на водећој позицији. Маса је ипак успео да се врати на стазу, а његов болид је остао неоштећен. Након другог редовног одласка у пит-стоп Хамилтон је успео да преузме водећу позицију, док су своје позиције заменили Маса и Кубица.
Након што је киша коначно престала, Хамилтон је успео да своје вођство у односу на Масу са 13 на 37 секунди у 54. кругу. Након трећег редовног одласка у пит-стоп Хамилтон је успео да задржи водећу позицију, али се вођство у односу на Масу смањило на само 13 секунди. Кубица је недуго затим искористио Масину непажњу и успео веома лако да га претекне. Хамилтоново вођство у односу на другопласираног се још више смањило када је у 62. кругу безбедносно возило поново изашло на стазу, након што се Розбергов болид након изласка из кривине која претходи тунелу преврнуо. Розберг је остао неповређен.
Од свих 20 возача који су стартовали, Адријан Сутил је успео да освоји најбољу позицију у поређењу са оном коју је освојио након квалификација. Иако је у квалификацијама заузео 19. позицију, Сутил је трку почео са 18. места на старту након казне коју је претрпео Ковалаинен. Сутил је у другом кругу успео да претекне Пикеа, а у трећем Бурдеа. Након што су Батон, Розберг, Глок и Трули били приморани да у наредним круговима принудно одлазе у пит-стоп, Сутил је успео да се у 14. кругу нађе на 11. позицији. Сутил је убрзо, након још једног судара у коме су поред Алонса и Хајдфелда учествовала још два возача, успео да претекне још четири возача, тако да се нашао на 7. позицији, иза Хајдфелда и Вебера. Све до 68. круга, када је био приморан да одустане, Сутил је напредовао у пласману, а најбоља позиција коју је на трци успео да оствари била је четврта. Фетел је на овој трци успео да оствари напредак од 12. позиција. Марк Вебер је на трци остварио напредак од три позиције.
Безбедносно возило се у 68. кругу повукло са стазе. У истом кругу, Раиконен је након изласка из тунела потпуно изгубио контролу над својим болидом у ударио у задњи део Сутиловог болида. Од силине удара Сутилов болид је био толико оштећен да је немачки возач био приморан да одустане. Након што су механичари променили предњи леви спојлер на његовом болиду Раиконен се вратио на стазу, али тек на 9. позицију. Овај судар је у потпуности искористио Марк Вебер, који је претекао неколико возача и успео да се нађе на 4. позицији.
Након што су возачи, услед веома тешких услова, првих неколико кругова возили скоро пола сата, трка се завршила након нешто више од два часа вожње. Уместо планираних 78, одвезено је 76 кругова. Хамилтон је, упркос техничким проблемима у последњем кругу, успео да трку заврши на првој позицији и да тако оствари своју прву победу у Монаку. Кубица се нашао на другој позицији, испред Масе и Вебера. Себастијан Фетел, који је на овој трци возио у потпуно новом болиду, успео је да освоји пето место, испред Барикела и Накађиме. Ковалаинен је успео да превазиђе одређене техничке проблеме и да трку заврши на 8. позицији, испред Раиконена, који је у 74. кругу поставио најбржи круг на трци, у времену од 1:16.689. Иза њега су се пласирали Алонсо, Батон, Глок и Трули. Хајдфелд је био последњи возач који је успео да заврши трку и то на 14. позицији. Физикела је у 36. кругу био приморан да одустане због проблема са пнеуматицима, а Пике је у 46. кругу такође био приморан да након судара одустане. Четири преостала возача који су одустали били су Сутил, Розберг, Култард и Бурде.

### Након трке
Након трке, Принц Алберт II од Монака је тројици првопласираних уручио пехаре. На конференцији за новинаре која је уследила Хамилтон је посебно истакао да су на самом старту трке услови за вожњу били веома тешки: „Када је временска прогноза таква да ће киша током трке престати, морате бити усмерени искључиво на дешавања на трци, без размишљања о условима на стази. Не могу речима да опишем колико је било тешко свим возачима да возе на данашњој трци”. Хамилтон се такође посебно осврнуо на тренутак када је излетео са стазе, наводећи да је у том делу стазе било много воде, која је довела до тога да он потпуно изгуби контролу над болидом. Такође је упутио гомилу похвала свима у његовом тиму на помоћи која је допринела да он победи на данашњој трци.
Кубица је посебно истакао да дуго није могао да претекне Масу, иако је Маса возио доста тежи болид од његовог. Видевши да је његов тимски колега Глок постигао веома добар резултат са пнеуматицима конструисаним за суву стазу, Кубица је, током другог боравка у пит-стопу, у договору са техничарима променио пнеуматике на болиду, што је и довело до тога је претекао Масу у једном тренутку. У интервјуу који је дао након трке, Маса је посебно истакао да је, иако су му механичари после првог одласка у пит-стоп напунили у потпуности резервоар, морао поново да средином трке оде у пит-стоп, јер су променљиви услови на стази то захтевали: „Права је штета што смо направили малу грешку у стратегији, али је са друге стране велики успех што сам се нашао на подијуму”.
Адријан Сутил је овим речима описао своје разочарање након прераног завршетка трке:
| „ | Не могу да верујем да сам био толико близу. Осећам велики бол и тугу. Као да је након веома лепог сна страшна ноћна мора избрисала сву његову лепоту. Након што је безбедносно возило последњи пут изашло на стазу, само сам осетио веома јак ударац у задњи део мог болида и одмах сам знао да је трка за мене завршена. То је за мене био велики шок. | ” |

Троструки победник на Великој награди Монака, британски возач Џеки Стјуарт, оценио је Хамилтонову победу као резултат веома промишљене вожње. „Хамилтон је веома млад возач, он ће вероватно још много пута побеђивати у Монаку”, истакао је Стјуарт. Дејмон Хил, победник на Великој награди Монака 1996. године истакао је да је веома задовољан Хамилтоновом победом. „Веома сам задовољан комплетном трком, која је истакла сву драж аутомобилског спорта”, навео је Хил. Након ове трке, Хамилтон је задржао вођство у генералном пласману возача са освојених 38 поена, док се на другом месту нашао Раиконен са 35 поена. На трећем месту се налазио Маса са освојених 34 поена. У генералном поретку конструктора Ферари је заузимао водећу позицију са 69 поена, 16 поена више од Макларена, а 17 више од БМВ Заубера.

## Класификација

### Квалификације
| Пласман | Бр. | Возач             | Конструктор | 1. део   | 2. део   | 3. део   | Поз. на старту |
| ------- | --- | ----------------- | ----------- | -------- | -------- | -------- | -------------- |
| 1       | 2   | Фелипе Маса       | Ферари      | 1:15,190 | 1:15,110 | 1:15,787 | 1              |
| 2       | 1   | Кими Раиконен     | Ферари      | 1:15,717 | 1:15,404 | 1:15,815 | 2              |
| 3       | 22  | Луис Хамилтон     | Макларен    | 1:15,582 | 1:15,322 | 1:15,839 | 3              |
| 4       | 23  | Хаики Ковалаинен  | Макларен    | 1:15,295 | 1:15,389 | 1:16,165 | 4              |
| 5       | 4   | Роберт Кубица     | БМВ Заубер  | 1:15,977 | 1:15,483 | 1:16,171 | 5              |
| 6       | 7   | Нико Розберг      | Вилијамс    | 1:15,935 | 1:15,287 | 1:16,548 | 6              |
| 7       | 5   | Фернандо Алонсо   | Рено        | 1:16,646 | 1:15,827 | 1:16,852 | 7              |
| 8       | 11  | Јарно Трули       | Тојота      | 1:16,306 | 1:15,598 | 1:17,203 | 8              |
| 9       | 10  | Марк Вебер        | Ред бул     | 1:16,074 | 1:15,745 | 1:17,343 | 9              |
| 10      | 9   | Дејвид Култард    | Ред бул     | 1:16,086 | 1:15,839 | —        | 15             |
| 11      | 12  | Тимо Глок         | Тојота      | 1:16,285 | 1:15,907 | —        | 10             |
| 12      | 16  | Џенсон Батон      | Хонда       | 1:16,259 | 1:16,101 | —        | 11             |
| 13      | 3   | Ник Хајдфелд      | БМВ Заубер  | 1:16,650 | 1:16,455 | —        | 12             |
| 14      | 8   | Казуки Накађима   | Вилијамс    | 1:16,756 | 1:16,479 | —        | 13             |
| 15      | 17  | Рубенс Барикело   | Хонда       | 1:16,208 | 1:16,537 | —        | 14             |
| 16      | 14  | Себастијан Бурде  | Торо росо   | 1:16,806 | —        | —        | 16             |
| 17      | 6   | Нелсон Пике млађи | Рено        | 1:16,933 | —        | —        | 17             |
| 18      | 15  | Себастијан Фетел  | Торо росо   | 1:16,955 | —        | —        | 19             |
| 19      | 20  | Адријан Сутил     | Форс Индија | 1:17,225 | —        | —        | 18             |
| 20      | 21  | Ђанкарло Физикела | Форс Индија | 1:17,823 | —        | —        | 20             |
| Извор:  |     |                   |             |          |          |          |                |

### Трка
| Пласман | Бр. | Возач             | Конструктор | Кругова | Време/ Одустао          | Квалификације | Поени |
| ------- | --- | ----------------- | ----------- | ------- | ----------------------- | ------------- | ----- |
| 1       | 22  | Луис Хамилтон     | Макларен    | 76      | 2:00:42,742             | 3             | 10    |
| 2       | 4   | Роберт Кубица     | БМВ Заубер  | 76      | +3,064                  | 5             | 8     |
| 3       | 2   | Фелипе Маса       | Ферари      | 76      | +4,811                  | 1             | 6     |
| 4       | 10  | Марк Вебер        | Ред бул     | 76      | +19,295                 | 9             | 5     |
| 5       | 15  | Себастијан Фетел  | Торо росо   | 76      | +24,657                 | 19            | 4     |
| 6       | 17  | Рубенс Барикело   | Хонда       | 76      | +28,408                 | 14            | 3     |
| 7       | 8   | Казуки Накађима   | Вилијамс    | 76      | +30,180                 | 13            | 2     |
| 8       | 23  | Хаики Ковалаинен  | Макларен    | 76      | +33,191                 | 4             | 1     |
| 9       | 1   | Кими Раиконен     | Ферари      | 76      | +33,792                 | 2             | /     |
| 10      | 5   | Фернандо Алонсо   | Рено        | 75      | +1 круг                 | 7             | /     |
| 11      | 16  | Џенсон Батон      | Хонда       | 75      | +1 круг                 | 11            | /     |
| 12      | 12  | Тимо Глок         | Тојота      | 75      | +1 круг                 | 10            | /     |
| 13      | 11  | Јарно Трули       | Тојота      | 75      | +1 круг                 | 8             | /     |
| 14      | 3   | Ник Хајдфелд      | БМВ Заубер  | 72      | +4 круга                | 12            | /     |
| Одустао | 20  | Адријан Сутил     | Форс Индија | 67      | судар                   | 18            | /     |
| Одустао | 7   | Нико Розберг      | Вилијамс    | 59      | судар                   | 6             | /     |
| Одустао | 6   | Нелсон Пике млађи | Рено        | 47      | судар                   | 17            | /     |
| Одустао | 21  | Ђанкарло Физикела | Форс Индија | 36      | проблем са пнеуматицима | 20            | /     |
| Одустао | 9   | Дејвид Култард    | Ред бул     | 7       | судар                   | 15            | /     |
| Одустао | 14  | Себастијан Бурде  | Торо Росо   | 7       | судар                   | 16            | /     |
| Извор:  |     |                   |             |         |                         |               |       |

- Напомена: У првој колони су љубичастом бојом означени возачи који су поред тројице првопласираних такође освојили бодове. Зеленом бојом су означени возачи који су завршили трку, али нису освојили бодове. Сивом бојом су означени возачи који су одустали.

## Поредак у шампионату након трке
| * | Возач         | Поени |
| - | ------------- | ----- |
| 1 | Луис Хамилтон | 38    |
| 2 | Кими Раиконен | 35    |
| 3 | Фелипе Маса   | 34    |
| 4 | Роберт Кубица | 32    |
| 5 | Ник Хајдфелд  | 20    |

| * | Тим        | Поени |
| - | ---------- | ----- |
| 1 | Ферари     | 69    |
| 2 | Макларен   | 53    |
| 3 | БМВ Заубер | 52    |
| 4 | Вилијамс   | 15    |
| 5 | Ред бул    | 15    |

| * | Држава           | Поени |
| - | ---------------- | ----- |
| 1 | Финска           | 50    |
| 2 | Велика Британија | 41    |
| 2 | Бразил           | 37    |
| 4 | Немачка          | 32    |
| 5 | Пољска           | 32    |

- Напомена: Само пет првопласираних приказани су у све три категорије.